# Callum McGregor
Callum William McGregor (* 14. června 1993 Glasgow) je skotský profesionální fotbalista, který hraje na pozici středního záložníka za skotský klub Celtic FC a za skotský národní tým.
McGregor je odchovancem Celticu, hrál v jejich dresu celou svoji kariéru (vyjma sezónního hostování v Notts County). Reprezentoval Skotsko jak na mládežnických, tak i na seniorské úrovni.

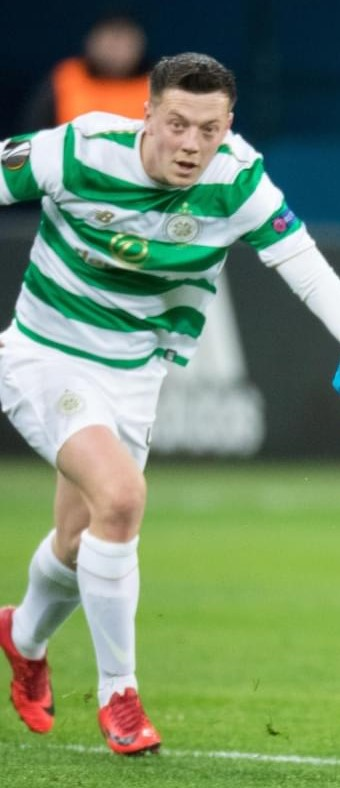
McGregor v dresu Celticu (2018)

## Reprezentační kariéra
McGregor debutoval ve skotské reprezentaci do 21 let v říjnu 2013; celkem ve skotské "jednadvacítce" odehrál 5 utkání a vstřelil jedinou branku. Do skotské seniorské reprezentace byl poprvé nominován v srpnu 2014, nedlouho po probojování se do A-týmu Celticu Glasgow. Do zápasů ve skotské reprezentaci však v roce 2014 nezasáhl.
V říjnu 2017 byl McGregor, po třech letech, opět povolán do reprezentace, a to na dvě kvalifikační utkání na Mistrovství světa 2018 proti Slovensku a Slovinsku, ale během obou zápasů zůstal na lavičce. Debutoval o měsíc později, 9. listopadu, v přátelském utkání proti Nizozemsku. Na konci roku 2020 proměnil pokutové kopy v penaltových rozstřelech v zápasech proti Izraeli a Srbsku, a pomohl tak Skotsku k vítězství v play-off Ligy národů C 2018/2019 a k postupu na závěrečný turnaj Euro 2020.
V červnu 2021 byl na samotné Mistrovství Evropy 2020 nominován. V posledním zápase základní skupiny, proti Chorvatsku, vstřelil svůj první reprezentační gól. Skotové však zápas prohráli 1:3 a z turnaje vypadli.

## Statistiky

### Klubové
K 15. květnu 2021
| Klub                 | Sezóna  | Liga                 | Liga   | Liga | Národní pohár | Národní pohár | Ligový pohár | Ligový pohár | Evropské pohár | Evropské pohár | Ostatní | Ostatní | Celkem | Celkem |
| Klub                 | Sezóna  | Liga                 | Zápasy | Góly | Zápasy        | Góly          | Zápasy       | Góly         | Zápasy         | Góly           | Zápasy  | Góly    | Zápasy | Góly   |
| -------------------- | ------- | -------------------- | ------ | ---- | ------------- | ------------- | ------------ | ------------ | -------------- | -------------- | ------- | ------- | ------ | ------ |
| Celtic               | 2013/14 | Scottish Premiership | 0      | 0    | 0             | 0             | 0            | 0            | 0              | 0              | 0       | 0       | 0      | 0      |
| Celtic               | 2014/15 | Scottish Premiership | 18     | 2    | 0             | 0             | 2            | 0            | 11             | 3              | 0       | 0       | 31     | 5      |
| Celtic               | 2015/16 | Scottish Premiership | 27     | 4    | 3             | 1             | 2            | 0            | 2              | 1              | 0       | 0       | 34     | 6      |
| Celtic               | 2016/17 | Scottish Premiership | 31     | 6    | 4             | 1             | 2            | 0            | 9              | 0              | 0       | 0       | 46     | 7      |
| Celtic               | 2017/18 | Scottish Premiership | 36     | 7    | 5             | 2             | 4            | 1            | 10             | 2              | 0       | 0       | 55     | 12     |
| Celtic               | 2018/19 | Scottish Premiership | 35     | 3    | 4             | 0             | 4            | 0            | 16             | 3              | 0       | 0       | 59     | 6      |
| Celtic               | 2019/20 | Scottish Premiership | 30     | 9    | 4             | 1             | 4            | 1            | 14             | 2              | 0       | 0       | 52     | 13     |
| Celtic               | 2020/21 | Scottish Premiership | 37     | 3    | 1             | 0             | 1            | 0            | 10             | 1              | 0       | 0       | 49     | 4      |
| Celtic               | Celkem  | Celkem               | 214    | 34   | 21            | 5             | 19           | 2            | 72             | 12             | 0       | 0       | 326    | 53     |
| Notts County (host.) | 2013/14 | League One           | 37     | 12   | 1             | 0             | 2            | 1            | 0              | 0              | 1       | 1       | 41     | 14     |
| Celkem               | Celkem  | Celkem               | 251    | 46   | 22            | 5             | 21           | 3            | 72             | 12             | 1       | 1       | 367    | 67     |

### Reprezentační
K 22. červnu 2021
| Skotsko | Skotsko | Skotsko |
| Rok     | Zápasy  | Góly    |
| ------- | ------- | ------- |
| 2017    | 1       | 0       |
| 2018    | 8       | 0       |
| 2019    | 10      | 0       |
| 2020    | 7       | 0       |
| 2021    | 8       | 1       |
| Celkem  | 34      | 1       |

#### Reprezentační góly
K zápasu odehranému 22. června 2021. Skóre a výsledky Skotska jsou vždy zapisovány jako první.
| Gól | Datum           | Místo                          | Soupeř     | Skóre | Výsledek | Soutěž                  |
| --- | --------------- | ------------------------------ | ---------- | ----- | -------- | ----------------------- |
| 1.  | 22. června 2021 | Hampden Park, Glasgow, Skotsko | Chorvatsko | 1:1   | 1:3      | Mistrovství Evropy 2020 |

## Ocenění

### Klubová

#### Celtic
- Scottish Premiership: 2014/15, 2015/16, 2016/17, 2017/18,[6] 2018/19,[7] 2019/20[8]
- Scottish Cup: 2016/17,[9] 2017/18,[10] 2018/19,[11] 2019/20[12]
- Scottish League Cup: 2016/17,[13] 2017/18,[14] 2018/19, 2019/20[15]

#### Individuální
- Jedenáctka sezóny Scottish Premiership: 2018/19[16]